# Actinidiaceae
Actinidiaceae este o mică familie de plante din ordinul Ericales. Cuprinde trei genuri și aproximativ 360 de specii.  Actinidia deliciosa, planta a cărui fruct este kiwiul, face parte din această familie.